# Juli 1988
Portal Geschichte | Portal Biografien | Aktuelle Ereignisse | Jahreskalender | Tagesartikel

◄ |
19. Jahrhundert |
20. Jahrhundert
| 21. Jahrhundert

◄ |
1950er |
1960er |
1970er |
1980er
| 1990er | 2000er | 2010er | ►

◄ |
1984 |
1985 |
1986 |
1987 |
1988
| 1989 | 1990 | 1991 | 1992 | ►

◄ |
April 1988 |
Mai 1988 |
Juni 1988 |
Juli 1988 |
August 1988 |
September 1988 |
Oktober 1988 |
►
Dieser Artikel behandelt aktuelle Nachrichten und Ereignisse im Juli 1988.

## Tagesgeschehen

### Freitag, 1. Juli 1988
- Athen/Griechenland: Griechenland übernimmt von Deutschland den Vorsitz im Rat der Europäischen Union. Das Amt des Regierungschefs der EWG erhält, wie 1983, Andreas Papandreou.[1]
- Brüssel/Belgien: Manfred Wörner aus der Bundesrepublik Deutschland löst den Briten Peter Carington als Generalsekretär des Militärbündnisses NATO ab.[2]
- Frankfurt am Main/Deutschland: Die Börse Frankfurt führt den Aktienindex DAX ein. Er spiegelt die Kursentwicklung der 30 größten an der Börse notierten Unternehmen wider.[3]
- Klagenfurt/Österreich: Die deutsche Schriftstellerin Angela Krauß gewinnt mit einer Parabel unter dem Titel Der Dienst über verdrängte Fragen im Alltagsleben der DDR-Bürger den Ingeborg-Bachmann-Preis 1988.[4][5]
- Wien/Österreich: Die geplante Aufstellung der Plastiken des Mahnmals gegen Krieg und Faschismus auf dem Albertinaplatz kann nicht stattfinden, da ein Streit um die Würde der unter dem Platz befindlichen Leichen aus dem Luftkrieg entbrannt ist. Als Gegner der Aufstellung positionieren sich u. a. Politiker der Österreichischen Volkspartei.[6]

### Samstag, 2. Juli 1988
- London/Vereinigtes Königreich: Steffi Graf aus Deutschland gewinnt den Wettbewerb im Damen-Einzel der Wimbledon Championships im Tennis durch einen Sieg im Finale gegen Titelverteidigerin Martina Navrátilová aus den USA und mit Spielpartnerin Gabriela Sabatini aus Argentinien den Wettbewerb im Damen-Doppel.[7][8]

### Sonntag, 3. Juli 1988

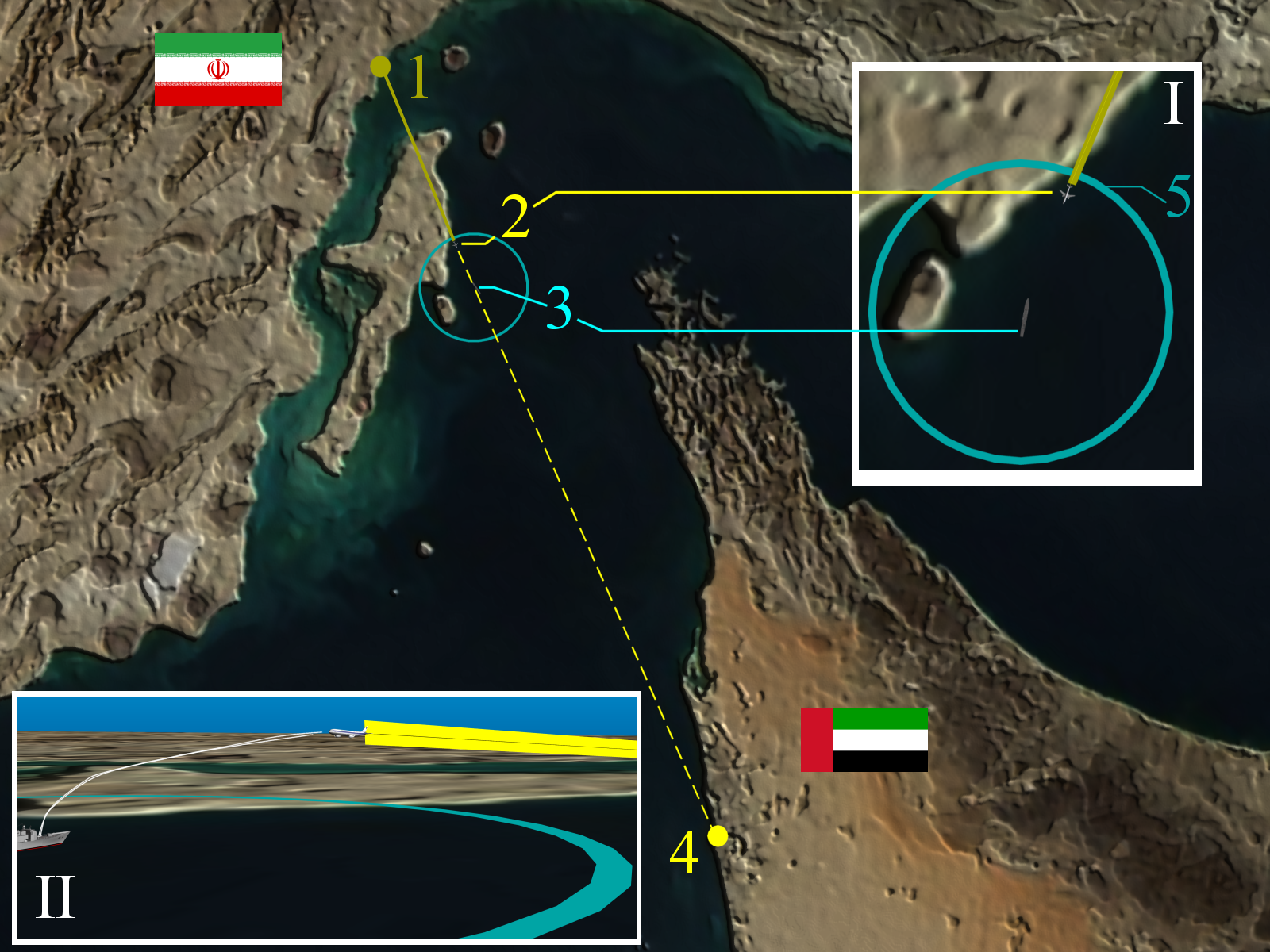
1: Bandar Abbas, 2: Iran-Air-Flug 655, 3: USS Vincennes, 4: Dubai

- London/Vereinigtes Königreich: Stefan Edberg aus Schweden gewinnt das Herren-Einzel-Turnier der Wimbledon Championships im Tennis gegen Boris Becker aus Deutschland in vier Sätzen.[9]
- Persischer Golf: Die nahe der iranischen Insel Qeschm kreuzende Vincennes der Streitkräfte der Vereinigten Staaten schießt das Flugzeug des Iran-Air-Flugs 655 mit 290 Insassen auf dem Weg von Teheran über Bandar Abbas nach Dubai ab, weil die Soldaten die zivile Maschine für eine angreifende Militärmaschine vom Typ Tomcat F-14 halten. Zum Zeitpunkt des Abschusses ist die USS Vincennes in ein Gefecht mit iranischen Kanonenbooten verwickelt.[10]

### Mittwoch, 6. Juli 1988
- Mexiko-Stadt/Mexiko: Während der Stimmenauszählung bei der Wahl des neuen Staatspräsidenten offenbaren Zwischenergebnisse, dass der Oppositionskandidat Cuauhtémoc Cárdenas von der Partei der Demokratischen Revolution in Führung liegt. Die letzten sechs Präsidenten waren Mitglieder der „offiziellen Partei Mexikos“ Partei der institutionalisierten Revolution, deren Kandidat Carlos Salinas als Favorit auf das Amt gilt. Nach Bekanntwerden der Zwischenergebnisse bricht das EDV-System für die Auszählung der Stimmen zusammen.[11]
- Nordsee: Ein Feuer zerstört die britische Bohrplattform Piper Alpha im Piper-Ölfeld südöstlich der Shetlandinseln. nach zwei Gasexplosionen rutscht der Versorgungsblock zehn Minuten vor Mitternacht ins Meer. Von den 228 Personen, die sich auf der Plattform befanden, können sich nur 61 in Sicherheit bringen.[12]

### Donnerstag, 7. Juli 1988

Logo der „offiziellen Partei“ von Mexiko

- Deutschland, Nepal: Der Investitionsschutzvertrag zwischen beiden Staaten tritt in Kraft.[13]
- Mexiko-Stadt/Mexiko: Der scheidende Staatspräsident Miguel de la Madrid Hurtado von der Partei der institutionalisierten Revolution (PRI) erklärt seinen Parteikollegen Carlos Salinas zum Gewinner der Präsidentschaftswahl. Kurz zuvor erklärten sich sowohl Salinas als auch Cuauhtémoc Cárdenas von der Partei der Demokratischen Revolution jeweils zum Sieger der Wahl.[14]

### Samstag, 9. Juli 1988
- Westerland/Deutschland: Die Punkrock-Band Die Ärzte gibt im Kursaal von Westerland auf Sylt ihr Abschiedskonzert. In der Zeitschrift Musikexpress erklärte Bandmitglied Farin Urlaub: „Es gibt schönere Sachen als Musik.“ Bandmitglied Bela B will sich einer neuen Gruppe anschließen: „Speed Metal kommt gut.“[15]

### Samstag, 16. Juli 1988

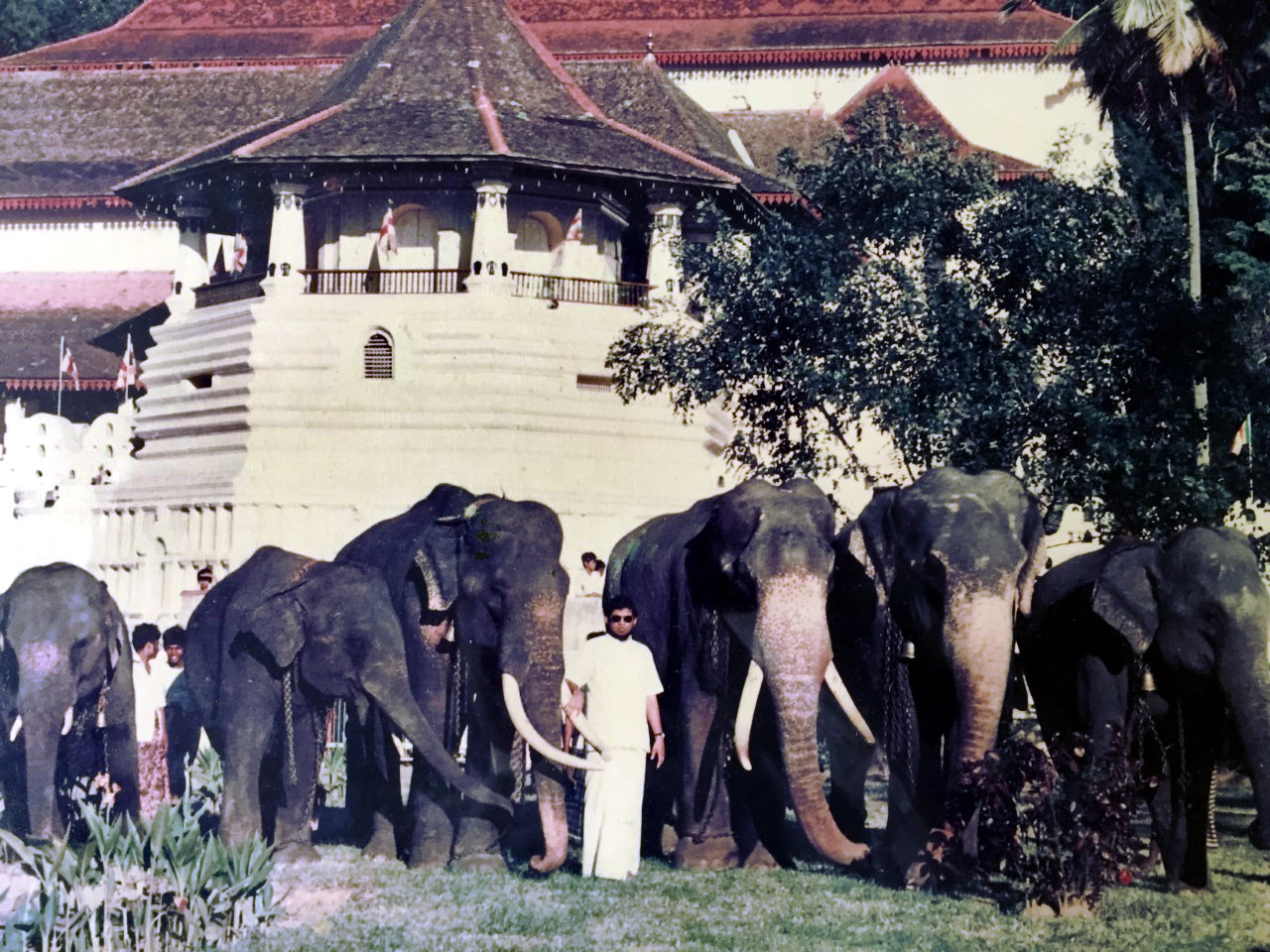
Die Elefanten des Sri Dalada Maligawa

- Kandy/Sri Lanka: Augenzeugen berichten, dass der verehrte Sri-Lanka-Elefant Raja, der seit 1950 die Zahn-Reliquie Buddhas beim Esala-Fest des Tempels Sri Dalada Maligawa tragen darf, während der diesjährigen Schlussprozession Tränen in den Augen hat. Der 1913 geborene Elefant wird seit Jahren von Rheuma geplagt. Er kann im nächsten Jahr voraussichtlich nicht mehr an der Prozession teilnehmen.[16]

### Mittwoch, 20. Juli 1988

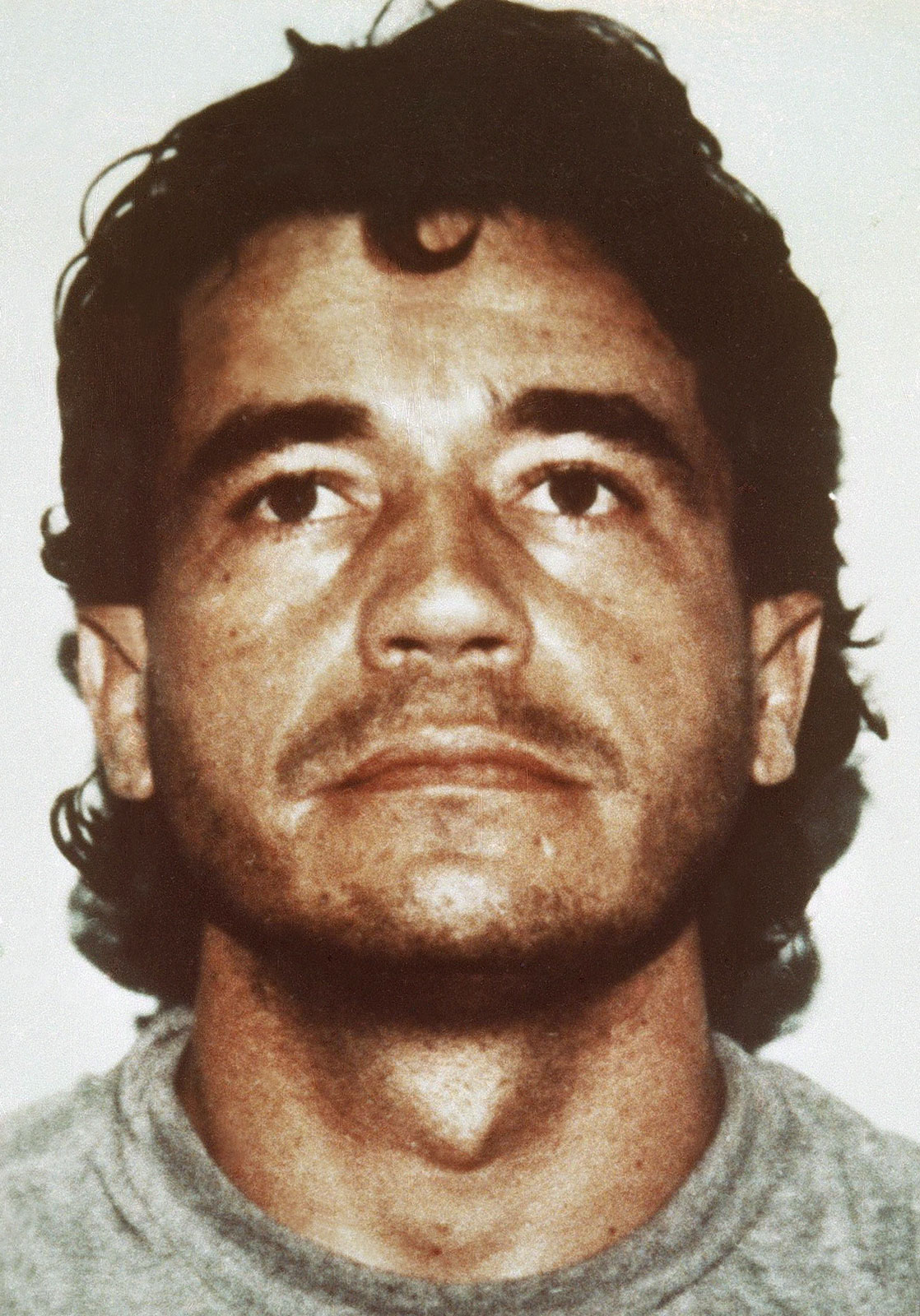
Carlos Lehder Rivas

- Atlanta/Vereinigte Staaten: Die Demokratische Partei nominiert den Gouverneur von Massachusetts Michael Dukakis als Herausforderer des designierten republikanischen Kandidaten George Bush bei der Präsidentschaftswahl im November. Der Bürgerrechtler Jesse Jackson, der bereits 1984 auf eine Kandidatur hoffte, erhält die zweitmeisten Stimmen.[17]
- Jacksonville/Vereinigte Staaten: Eine Jury verurteilt den Mitbegründer des von Pablo Escobar kontrollierten Medellíner Drogenkartells Carlos Lehder Rivas zu zweimal lebenslänglicher Haft und weiteren 150 Jahren Freiheitsentziehung, weil er laut Anklage den Schmuggel von 3,3 Tonnen Kokain in die Vereinigten Staaten verantwortet.[18]

### Sonntag, 24. Juli 1988
- Paris/Frankreich: Pedro Delgado gewinnt zum ersten Mal, und als dritter Spanier, die Rad-Rundfahrt Tour de France. Sein Sieg wird kritisch bewertet, weil er während der Tour positiv auf Probenecid getestet wurde. Probenecid ist bei Sportlern beliebt, um Doping zu verschleiern.[19]

### Sonntag, 31. Juli 1988
- Butterworth/Malaysia: Am Sultan-Abdul-Halim-Terminal der Fähre von Butterworth nach Pulau Penang gibt eine Brücke wegen Überfüllung und mutmaßlich in Folge von Fehlern während der Konstruktion nach. Bei dem Unglücksfall sterben 32 Menschen und weitere 1.674 werden verletzt.[20]